# Geir Karlstad
Geir Karlstad (* 7. července 1963 Lillestrøm) je bývalý norský rychlobruslař.

## Kariéra
V roce 1981 skončil na Mistrovství světa juniorů čtvrtý, o rok později tento šampionát vyhrál. Na seniorských šampionátech (evropském i světovém) debutoval v roce 1983 devátým místem. Startoval na Zimních olympijských hrách 1984, kde v závodě na 10 000 m skončil těsně pod stupni vítězů jako čtvrtý, na poloviční trati byl desátý. Na podzim 1985 se poprvé představil v závodech premiérového ročníku Světového poháru, jeho celkové hodnocení na dlouhých tratích v následující sezóně 1986/1987 vyhrál. Zúčastnil se zimní olympiády 1988, na pětikilometrové trati se umístil sedmý, desetikilometrovou distanci nedokončil. V roce 1989 vybojoval na Mistrovství Evropy i světa ve víceboji shodně bronzové medaile a také v dalších letech se na těchto šampionátech umisťoval v první desítce. Na ZOH 1992 získal zlatou medaili v závodě na 5000 m a bronzovou medaili na trati 10 000 m, na patnáctistovce skončil osmý. Po sezóně 1991/1992, v níž také podruhé triumfoval v celkovém hodnocení Světového poháru na dlouhých tratích, ukončil sportovní kariéru.
V roce 1986 obdržel cenu Oscara Mathisena.